# Wigan Athletic F.C.
Wigan Athletic Football Club engleski je nogometni klub iz Wigana, osnovan 1932. godine. Svoje domaće utakmice igra na DW Stadiumu, kojeg dijeli s ragbijaškim klubom Wigan Warriors. Trenutačno nastupa u League Oneu.

## Poznati bivši igrači
- Peter Atherton
- Leighton Baines
- Jimmy Bullard
- Roy Carroll
- Pascal Chimbonda
- Peter Corr
- Alan Mahon
- Arjan de Zeeuw
- Nathan Ellington
- David Fairclough
- John Filan
- Archie Gemmill
- Nicky Eaden
- Jason De Vos
- Andreas Granqvist
- Colin Greenall
- Matt Jackson
- Paul Jewell
- Denny Landzaat
- Andy Liddell
- David Lowe
- Roberto Martínez
- Stephen McMillan
- Lee McCulloch
- Colin Methven
- Joe Parkinson
- Marcus Bent
- David Wright
- Andy Webster
- Josip Skoko
- Jason Roberts
- Neil Roberts
- Allen Tankard
- David Unsworth
- Ian Gillibrand
- Alan Kennedy
- Harry Lyon
- Ian Kilford
- Micky Quinn
- Mike Newell
- Neil Redfearn
- Luis Antonio Valencia
- Wilson Palacios

## Poznati bivši treneri
- Bobby Charlton
- Bryan Hamilton
- Paul Jewell
- Larry Lloyd
- Gordon Milne
- Bruce Rioch
- Ian McNeill
- Harry McNally
- Ray Mathias
- John Deehan
- Chris Hutchings
- Roberto Martinez

## Trofeji
- FA kup
  - Osvajač: 2012./13.

- League One
  - Prvak: 2015./16., 2017./18., 2021./22.

- Football League Championship
  - Doprvak: 2004./05.

- Engleski Liga kup
  - Finalist: 2005./06.

## Vanjske poveznice
- wiganlatics.co.uk Službena web-stranica

| Momčadi FA Premier lige                                                          | Momčadi FA Premier lige |
| -------------------------------------------------------------------------------- | --- |
|                                                                                  | |
| Članovi 2024./25.                                                                | Arsenal • Aston Villa • Bournemouth • Brentford • Brighton & Hove Albion • Chelsea • Crystal Palace • Everton • Fulham • Ipswich Town • Leicester City • Liverpool • Manchester City • Manchester United • Newcastle United • Nottingham Forest • Southampton • Tottenham Hotspur • West Ham United • Wolverhampton Wanderers |
|                                                                                  | |
| Bivše momčadi (1992. – 2024.)                                                    | Barnsley • Birmingham City • Blackburn Rovers • Blackpool • Bolton Wanderers • Bradford City • Burnley • Cardiff City • Charlton Athletic • Coventry City • Derby County • Fulham • Huddersfield Town • Hull City • Leeds United • Luton Town • Middlesbrough • Norwich City • Nottingham Forest • Oldham Athletic • Portsmouth • Queens Park Rangers • Reading • Sheffield Wednesday • Sheffield United • Stoke City • Sunderland • Swansea City • Swindon Town • Watford • West Bromwich Albion • Wigan Athletic • Wimbledon |
|                                                                                  | |
| Bivše momčadi Football Leaguea (1888. – 1892.) i First Divisiona (1892. – 1992.) | Accrington • Bradford Park Avenue • Bristol City • Bury • Carlisle United • Darwen • Glossop North End • Grimsby Town • Leyton Orient • Millwall • Northampton Town • Notts County • Oxford United • Preston North End |

| Momčadi FA Premier lige                                                          | Momčadi FA Premier lige |
| -------------------------------------------------------------------------------- | --- |
|                                                                                  | |
| Članovi 2024./25.                                                                | Arsenal • Aston Villa • Bournemouth • Brentford • Brighton & Hove Albion • Chelsea • Crystal Palace • Everton • Fulham • Ipswich Town • Leicester City • Liverpool • Manchester City • Manchester United • Newcastle United • Nottingham Forest • Southampton • Tottenham Hotspur • West Ham United • Wolverhampton Wanderers |
|                                                                                  | |
| Bivše momčadi (1992. – 2024.)                                                    | Barnsley • Birmingham City • Blackburn Rovers • Blackpool • Bolton Wanderers • Bradford City • Burnley • Cardiff City • Charlton Athletic • Coventry City • Derby County • Fulham • Huddersfield Town • Hull City • Leeds United • Luton Town • Middlesbrough • Norwich City • Nottingham Forest • Oldham Athletic • Portsmouth • Queens Park Rangers • Reading • Sheffield Wednesday • Sheffield United • Stoke City • Sunderland • Swansea City • Swindon Town • Watford • West Bromwich Albion • Wigan Athletic • Wimbledon |
|                                                                                  | |
| Bivše momčadi Football Leaguea (1888. – 1892.) i First Divisiona (1892. – 1992.) | Accrington • Bradford Park Avenue • Bristol City • Bury • Carlisle United • Darwen • Glossop North End • Grimsby Town • Leyton Orient • Millwall • Northampton Town • Notts County • Oxford United • Preston North End |